# San Rafael de Sharug
San Rafael de Sharug, oder kurz Sharug, ist eine Ortschaft und eine Parroquia rural („ländliches Kirchspiel“) im Kanton Pucará der ecuadorianischen Provinz Azuay. Die Parroquia besitzt eine Fläche von 69,09 km². Die Einwohnerzahl lag im Jahr 2010 bei 1837. Die Parroquia wurde am 29. September 1993 gegründet.

## Lage
Die Parroquia San Rafael de Sharug liegt am Westrand der Anden im Südwesten der Provinz Azuay. Entlang der südlichen Verwaltungsgrenze fließt der Río Jubones nach Westen. Das Areal wird nach Süden und Südwesten zum Río Jubones entwässert. Der Hauptort San Rafael de Sharug befindet sich auf einer Höhe von 1640 m, 11 km südwestlich des Kantonshauptortes Pucará. Die Fernstraße E59 (Pasaje–Cuenca) verläuft entlang dem Nordufer der Río Jubones.
Die Parroquia San Rafael de Sharug grenzt im Westen, im Norden und im Osten an die Parroquia Pucará sowie im Süden an die Parroquia Abañín im Kanton Zaruma der Provinz El Oro.